# Pylartesius
Pylartesius is een geslacht van kevers uit de familie van de loopkevers (Carabidae). De wetenschappelijke naam van het geslacht is voor het eerst geldig gepubliceerd in 1939 door Liebke.

## Soorten
Het geslacht Pylartesius is monotypisch en omvat slechts de volgende soort:
- Pylartesius strandi Liebke, 1939